# Gabrielle David

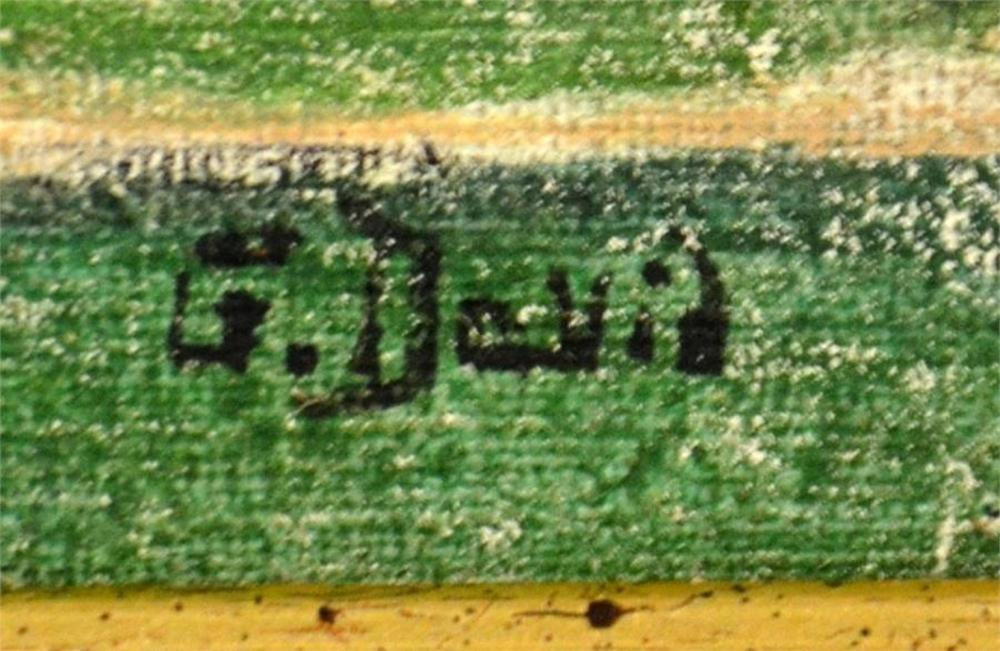
Firma di Gabrielle David

Gabrielle Henriette Marie David (Vannes, 16 luglio 1884 – Crayssac, 2 giugno 1959) è stata una pittrice francese di paesaggi e scene di genere.

## Biografia
Gabrielle Henriette Marie David è nata il 16 luglio 1884 a Vannes, in Bretagna, e si è poi trasferita a Parigi dove ha svolto principalmente la sua attività artistica.
Appena giunta nella capitale francese divenne allieva di Antoine Guillemet e di Jules Adler, entrambi pittori di buon successo della corrente impressionista, e proprio alla fisionomia di quest'ultimo Gabrielle David sembra volersi ispirare quando raffigura, nel suo quadro della maturità Pittore a Venezia, il volto dell'anziano artista che dipinge affacciato a un canale della città lagunare.

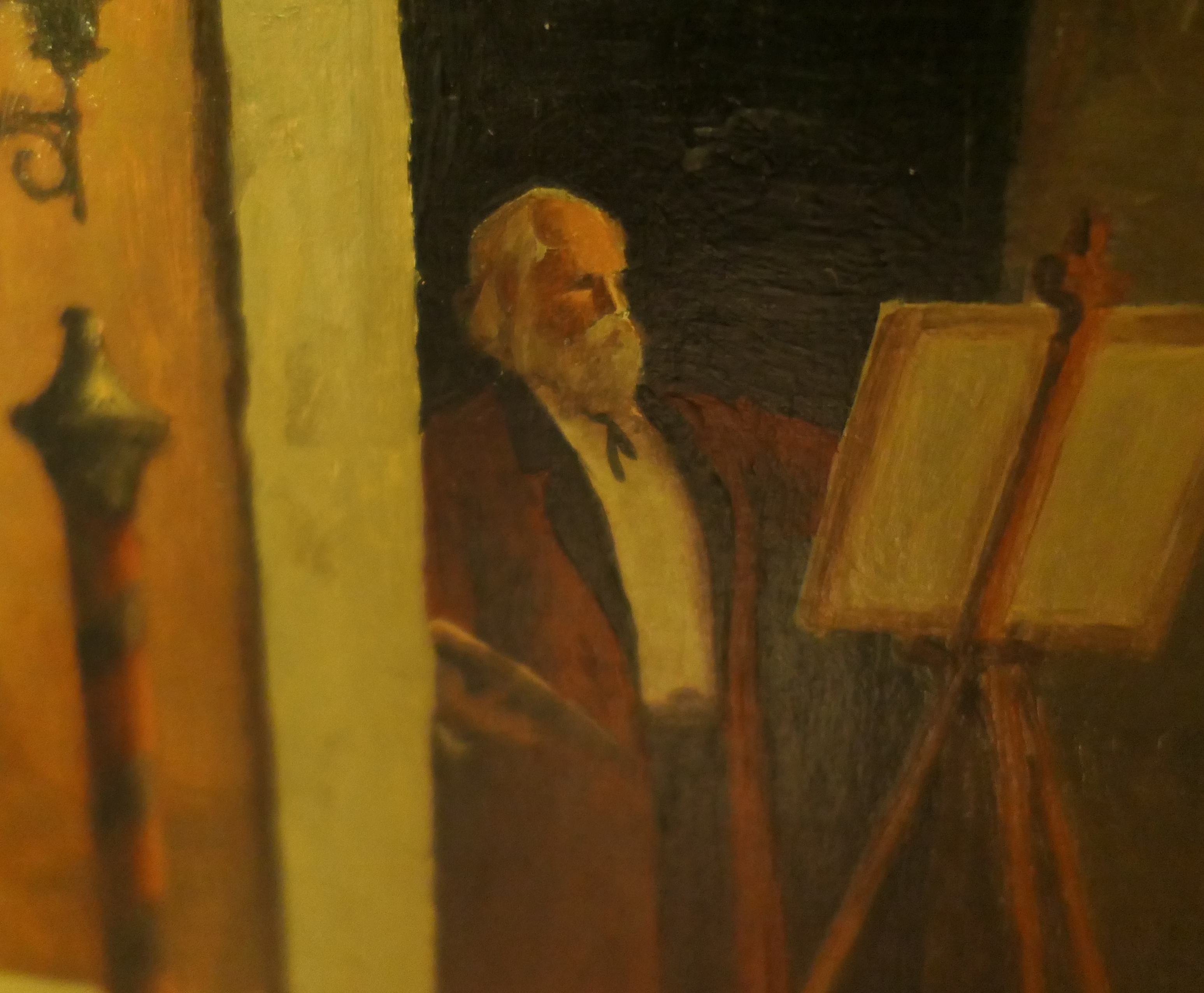
Pittore a Venezia (particolare).

A Parigi Gabrielle David fu membro della Società degli Artisti  Francesi, presso la quale tenne numerose esposizioni dei suoi quadri, come anche ai Salon d'Autunno, con opere che rappresentavano soprattutto paesaggi e scene d'interni, e qui nel 1929 espose tra altre la tela La salita al villaggio (Seine-et-Marne). Ricevette anche una Menzione d'Onore nel 1924.
La sua pittura, secondo alcuni autori, "si può paragonare a quella di Charles Guérin per le atmosfere calde e incantate, e per le pennellate intense dei suoi paesaggi e delle scene d'interni". La sua tela Aprile a Quercy, anteriore al 1930, ne è un buon esempio.
Gabrielle David ha poi trascorso l'ultima parte della sua vita a Crayssac, un piccolo paese dell'Occitania, dove si è spenta il 2 giugno 1959.

## Altre Fonti
- René Edouard-Joseph, Dictionnaire biographique des artistes contemporains, Gründ Editore, Parigi, 1930, vol. I, p. 357-358.
- E. Benezit, Dictionnaire des peintres sculpteurs dessinateurs et graveurs, Gründ Editore, Parigi, 1976, vol. III, p. 384.

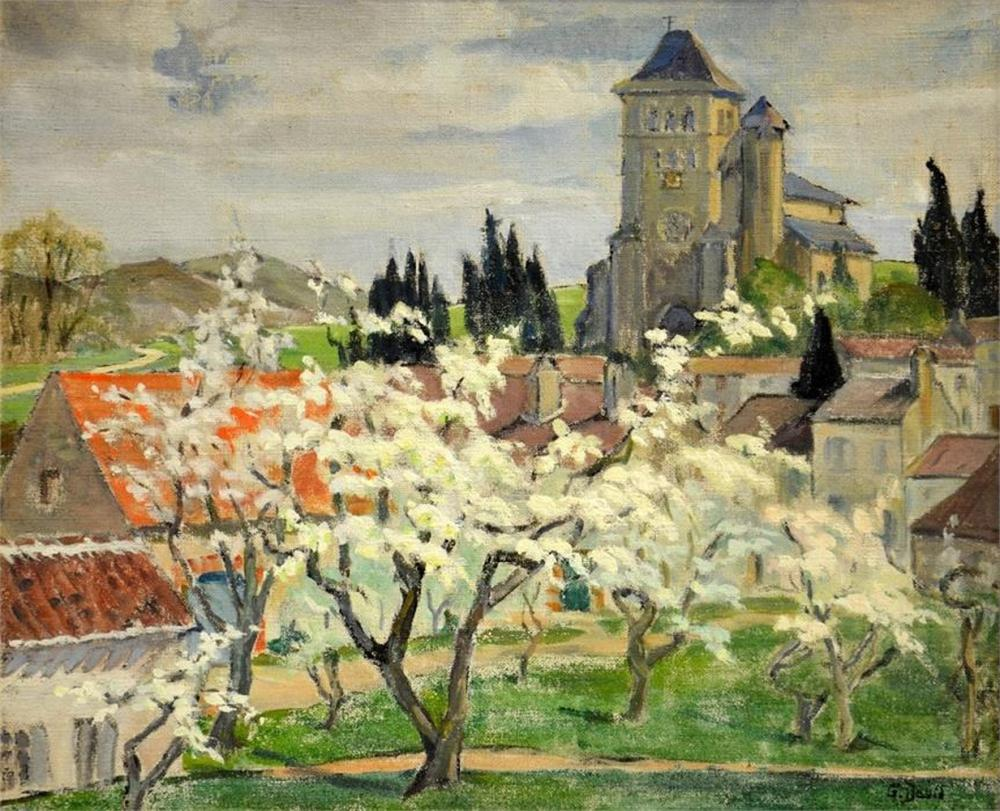
Aprile a Quercy.

- Vollmer, Allgemeines Lexicon der bildenden Künstler des 20. Jahrhunderts, Seemann Editore, Lipsia, 1992. (isbn 3423059095). Vol. I, p. 522.
[[Categorie: Pittori francesi del XX secolo | Nati nel 1884]]